# Okrąg (województwo kujawsko-pomorskie)
Okrąg – wieś w Polsce położona w województwie kujawsko-pomorskim, w powiecie lipnowskim, w gminie Lipno.

## Podział administracyjny
| SIMC    | Nazwa    | Rodzaj    |
| ------- | -------- | --------- |
| 0864628 | Rutkowo  | część wsi |
| 0864634 | Wilczewo | część wsi |

W latach 1975–1998 miejscowość administracyjnie należała do województwa włocławskiego.

## Demografia
Według Narodowego Spisu Powszechnego (III 2011 r.) wieś liczyła 368 mieszkańców. Jest trzynastą co do wielkości miejscowością gminy Lipno.